# Resolución 129 del Consejo de Seguridad de las Naciones Unidas
La resolución 129 del Consejo de Seguridad de las Naciones Unidas, aprobada por unanimidad el 7 de agosto de 1958, llamó a un período de sesiones de emergencia de la Asamblea General después de tomar en cuenta que la falta de unanimidad de los miembros permanentes del Consejo de Seguridad en las sesiones previas impedían que el Consejo mantuviese la paz y la seguridad internacional.